# ニューヨークライフビル
ニューヨーク生命保険ビル (New York Life Insurance Building) はニューヨーク市マンハッタン区マディソン街51号、マディソン・スクエア・パークと道路を挟んで向かいにあるニューヨーク生命保険会社 (en) の本社ビルである。

## 歴史

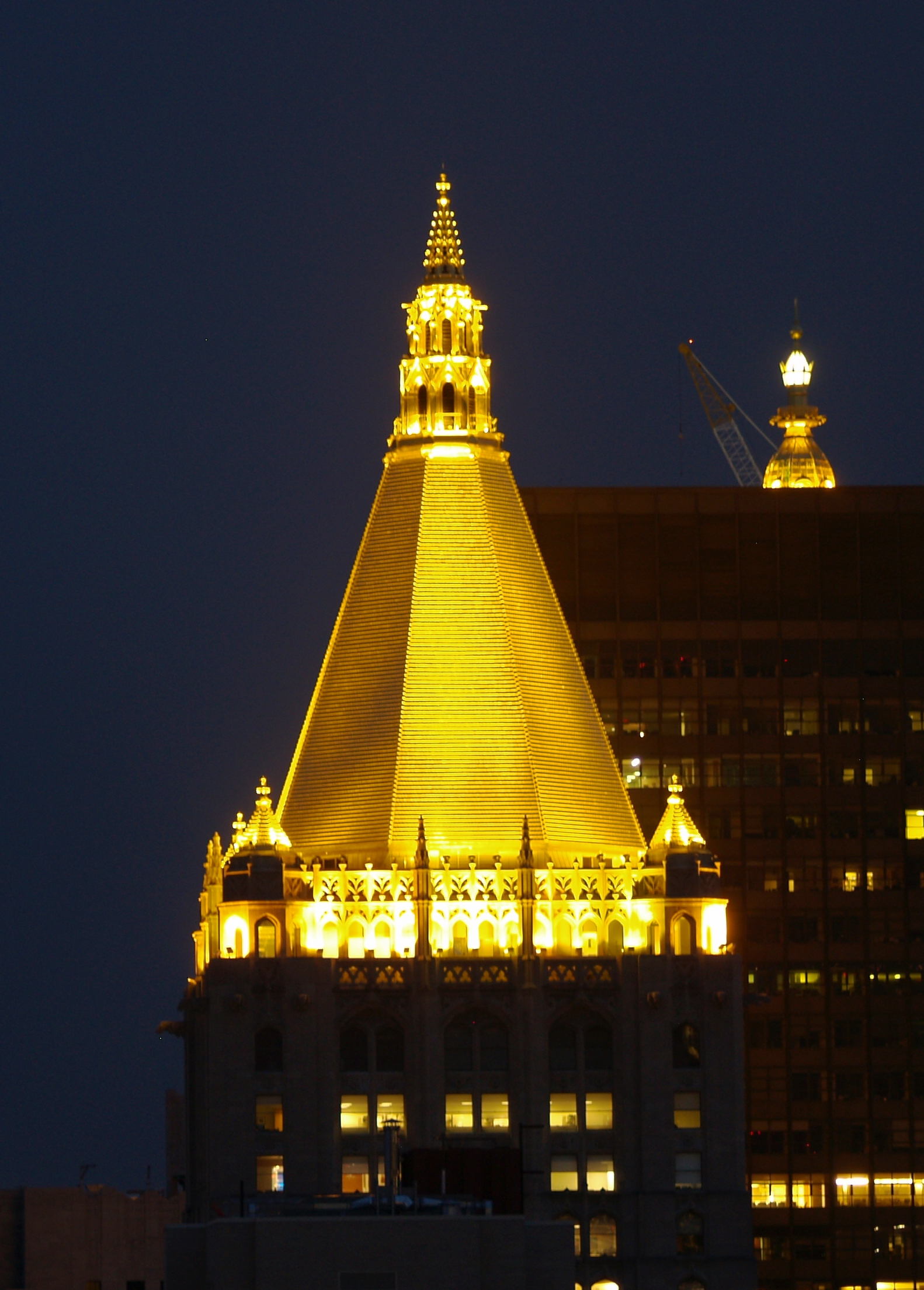
北から見たタワーの頂上

ニューヨーク・ライフ・ビルは、1926年にキャス・ギルバートにより設計された。彼はニューヨークのランドマークであるウールワース・ビルも設計している。この壮麗なビルはソールズベリー大聖堂 (en) にインスパイアされており、金メッキを施されたピラミッド状の屋根を持ち、26丁目から27丁目とマディソン・アベニューからパーク・アベニュー・サウスの間の全ブロックにまたがっている。これはマンハッタンの建築物としては珍しい。ビルの高さは187mで40階建てである。これはマンハッタンではギルバートの最後の顕著な高層ビルの作品である。
1837年から1889年、この場所にはニューヨーク＝ハーレム鉄道 (en) とニューヨーク＝ニューヘブン鉄道 (en) の合同駅、コンサート庭園、およびP・T・バーナムの競馬場があった。1925年まで、この場所には最初の二つのマディソン・スクエア・ガーデンが所在していた。二代目のものは建築家en:Stanford Whiteによって設計された。
このビルは二年間の建設期間を経て1928年に竣工し、総工費は$21ミリオンであった。様式は流線型のゴシック様式の細部装飾と明瞭なモダンマッシング（まとまり）を組み合わせている。頂点の金のピラミッドは25,000枚の金箔タイルを使用している。このビルは2000年にニューヨーク市歴史建造物保存委員会より公式にニューヨーク市歴史建造物に指定されており、1972年にアメリカ合衆国国定歴史建造物としてアメリカ合衆国国家歴史登録財にリストされている。1995年、ピラミッドが新しいタイルと照明に改修された後、このビルはニューヨーク歴史建造物管理委員会 (en) からMerit Citation Awardを受けた。
ニューヨーク生命保険会社 (en) は現在でもこのビルに本社を構えている。2004年からはクッシュマン・アンド・ウェイクフィールドを通じて追加のオフィス・スペースをリースしている。

## アクセス
ニューヨーク市地下鉄IRTレキシントン・アベニュー線28丁目駅（  系統）の南行ホームから階段を介して直接つながっている（ただし平日7時-19時のみ）。

## 文献
脚注
1. ↑  White, Norval [in 英語] & Willensky, Elliot (2000). AIA Guide to New York City (英語) (4th ed.). New York: Three Rivers Press. ISBN 978-0-8129-3107-5。, p. 200
2. 1 2  “[http://pdfhost.focus.nps.gov/docs/NHLS/Text/78001876.pdf "New York Life Building", February 1977, by George R. Adams  (PDF, 553 KB) National Register of Historic Places Inventory-Nomination]”.   National Park Service (1977年2月). 2013年1月6日閲覧。
3. 1 2  National Park Service (9 July 2010). "National Register Information System". National Register of Historic Places. National Park Service. {{cite web}}: Cite webテンプレートでは|access-date=引数が必須です。 (説明)
4. 1 2  “New York Life Building”. National Historic Landmark summary listing.   National Park Service (2007年9月16日). 2011年6月6日時点のオリジナルよりアーカイブ。2013年1月6日閲覧。
5. 1 2 3  Event Horizon: Mad. Sq. Art.: Antony Gormley installation guide, Madison Square Park Conservancy発刊 (2010)
6. ↑  “New York Life Building”.   Emporis.com. 2008年7月12日閲覧。
7. ↑  New York City Landmarks Preservation Commission; Dolkart, Andrew S. [in 英語]; Postal, Matthew A. (2009), Postal, Matthew A. (ed.), Guide to New York City Landmarks (4th ed.), New York: John Wiley & Sons, ISBN 978-0-470-28963-1。 p. 75.
8. ↑  “[http://pdfhost.focus.nps.gov/docs/NHLS/Photos/78001876.pdf New York Life Building--Accompanying 5 photos, exterior and interior, from 1976, by George R. Adams.  (PDF, 1.20 MB) National Register of Historic Places Inventory-Nomination]”.   National Park Service (1977年2月). 2013年1月6日閲覧。
9. ↑  Mendelsohn, Joyce. Touring the Flatiron. New York: New York Landmarks Conservancy, 1998. ISBN 0-964-7061-2-1
10. ↑  Siwolop, Sana "Big Spaces Are Opening Up In Madison Square Park Area" The New York Times (March 24, 2004)

参考文献
- The WPA Guide to New York City 1939, reprinted 1982 ISBN 0-394-71215-3